# 村松雄斗
村松 雄斗（むらまつ ゆうと、1996年10月14日 - ）は、山梨県中央市出身の、日本の卓球選手。鹿児島県スポーツ協会（国体鹿児島チーム）所属。ITTF世界ランキング最高位U21男子シングルス2位.Jr.男子シングルス2位.カデット男子シングルス1位.男子シングルス21位。段級位は5段。ITTFグランドファイナルU21で日本人初の2大会でのメダル獲得者。同じ卓球選手の平野美宇はいとこにあたる。

## 人物
山梨県中央市出身。平野美宇の家族が経営する「平野英才教育研究センター卓球研究部（通称：平野卓研）」で卓球を始める。
2004年に全日本卓球選手権バンビの部で優勝を皮切りに各世代で優勝。
稲付中学校入学と同時にエリートアカデミーに入った。
帝京高校を卒業。
2013年のアジアカップでは格上の閻安に勝利した。
2016-17シーズンから2017-18シーズンにかけて、ドイツ・ブンデスリーガ1部のオクセンハウゼン（ドイツ語: TTF Liebherr Ochsenhausen）でプレーした。
2016年のITTFワールドツアーグランドファイナルの1回戦では元世界ランキング1位のブラディミル・サムソノフに勝利した。
2017年の世界選手権デュッセルドルフ大会にはシングルスで出場した。
2018年以降はケガなどに悩まされ、国際大会には出場せず国内の試合のみに専念した。
2018年からTリーグの琉球アスティーダに所属し、2019-20シーズンはシングルス6試合、2020-21シーズンはシングルス1試合に出場した。
2022-23年シーズンドイツ・ブンデスリーガ1部の1. FSV Mainz 05に移籍。
2023年から、鹿児島県スポーツ協会所属となり、卓球国体チーム代表となった。

## プレースタイル
180cmの長身から繰り出す安定感のあるバックカットに加え、力強い両ハンド攻撃を併せ持つ、現代カットマンの先駆けとなるカットマン。表ソフトから出されるバックカットは切れ味もよく、変化が鋭い。
一時期粒高を使っていたが、すぐに戻したという。特にラケットを反転しバックハンド攻撃で撃ち抜くのが印象的で、隙あらば攻め、守る所は守るという、メリハリのある戦型といえる。
そのプレーは早くから注目されており、2008年の全日本卓球選手権大会ホープスの部で優勝した際も、同じくカットマンの高島規郎（1975年の第33回世界卓球選手権における男子シングルス銅メダリスト）から「世界で開花する日も近いかもしれない」と称賛された。
憧れの選手は陳衛星、2015年の世界選手権では対戦したがストレート負けを喫した。2017年には臨時で2週間コーチとして指導を受けている。

## 戦歴
2004年
- 全日本卓球選手権大会バンビの部 男子シングルス 優勝

2006年
- 全日本卓球選手権大会カブの部 男子シングルス 優勝

2008年
- 全日本卓球選手権大会ホープスの部 男子シングルス 優勝
- 東アジアこてんこホープス国際招待大会 シングルス 優勝
- 全日本卓球選手権大会 カデットの部 13歳以下男子シングルス 優勝

2009年
- 全日本卓球選手権大会 カデットの部 14歳以下男子シングルス 優勝
- カデットチャレンジ&ジュニアサーキットファイナル 男子団体 優勝

2010年
- ジュニアサーキットフランスジュニア&カデットオープン 男子団体 優勝、男子シングルス 優勝
- アジアジュニア卓球選手権 カデット団体 準優勝
- ジュニアサーキット韓国ジュニア&カデットオープン カデット男子ダブルス 優勝（酒井明日翔ペア）
- カデットチャレンジ&ジュニアサーキットファイナル 男子団体 優勝
- 全日本卓球選手権大会 カデットの部 男子ダブルス 準優勝（酒井明日翔ペア）

2011年
- ジュニアサーキットスウェーデンオープン ジュニア男子ダブルス 優勝（酒井明日翔ペア）、ジュニア男子シングルス 準優勝
- ジュニアサーキットスペインジュニア&カデットオープン ジュニア男子団体 準優勝、ジュニア男子シングルス 優勝
- ジュニアサーキット香港ジュニア&カデットオープン ジュニア男子団体 準優勝、ジュニア男子シングルス 準優勝
- ジュニアサーキット韓国ジュニア&カデットオープン ジュニア男子団体 準優勝
- ジュニアサーキットドイツジュニアオープン ジュニア男子団体 優勝

2012年
- 第51回大阪国際招待選手権大会 シングルス 優勝
- ジュニアサーキットスウェ―デンジュニア&カデットオープン ジュニア男子ダブルス 準優勝（龍崎東寅ペア）
- サフィール国際オープン U-21 準優勝、U-18 優勝
- ITTFワールドツアースペインオープン U-21 準優勝
- アジアジュニア卓球選手権 ジュニア男子団体 準優勝
- ITTFワールドツアーチェコオープン U-21 準優勝
- ITTFワールドツアーロシアオープン U-21 準優勝
- ITTFワールドツアーポーランドオープン U-21 優勝
- 世界ジュニア卓球選手権 男子団体 準優勝

2013年
- ITTFワールドツアーオーストラリアオープン U-21 準優勝
- ITTFワールドツアーカタールオープン U-21 準優勝
- ジュニアサーキットハンガリージュニア&カデットオープン ジュニア男子シングルス 優勝

2014年
- 第66回東京卓球選手権大会 男子ダブルス 優勝（塩野真人ペア）
- 世界ジュニア卓球選手権 男子団体 準優勝、男子シングルス 準優勝

2016年
- ITTFワールドツアードイツオープン U-21 優勝
- ITTFワールドツアーチェコオープン 男子シングルス 優勝、U-21 優勝
- ITTFワールドツアー中国オープン U-21 準優勝

2024年
- WTTフィーダーカリャリ 男子シングルス 優勝

2025年
- WTTフィーダーデュッセルドルフ 男子シングルス 優勝

## 戦績
※最高成績

### シングルス
2016年
- ITTFワールドツアー チェコオープン 優勝
- ITTFワールドツアー グランドファイナル（U-21） 準優勝

### ダブルス
2012年
- ITTFワールドツアー ジャパンオープン（塩野真人） 準決勝

### 団体
2014年
- ユースオリンピック 準優勝

ほか

### 世界ランキング
|        | 1月 | 2月 | 3月 | 4月 | 5月 | 6月 | 7月 | 8月 | 9月 | 10月 | 11月 | 12月 |
| ------ | --- | --- | --- | --- | --- | --- | --- | --- | --- | ---- | ---- | ---- |
| 2010年 | 561 | 531 | 502 | 518 | 369 | 381 | 479 | 431 | 376 | 380  | 385  | 359  |
| 2011年 | 358 | 353 | 331 | 335 | 350 | 203 | 204 | 217 | 238 | 238  | 213  | 162  |
| 2012年 | 159 | 162 | 169 | 180 | 159 | 121 | 109 | 129 | 110 | 92   | 96   | 61   |
| 2013年 | 58  | 60  | 51  | 52  | 46  | 59  | 66  | 67  | 72  | 75   | 78   | 70   |
| 2014年 | 86  | 88  | 88  | 83  | 81  | 74  | 44  | 44  | 29  | 29   | 25   | 30   |
| 2015年 | 24  | 25  | 24  | 23  | 24  | 27  | 27  | 26  | 28  | 31   | 35   | 37   |
| 2016年 | 47  | 36  | 38  | 41  | 47  |     | 39  | 39  | 33  | 33   | 37   | 31   |
| 2017年 | 21  | 24  | 26  | 22  | 28  | 21  | 30  | 30  | 32  | 42   | 37   | 42   |
| 2018年 | 72  | 68  | 87  | 95  | 100 | 106 |     |     |     |      |      |      |